# Bangou Tawey (Ouallam)
Bangou Tawey (auch: Bangoutawa, Bangoutaweye, Bangou Taweye, Bangoutawane) ist ein Dorf in der Stadtgemeinde Ouallam in Niger.

## Geographie
Das von einem traditionellen Ortsvorsteher (chef traditionnel) geleitete Dorf befindet sich rund 33 Kilometer südwestlich des urbanen Zentrums von Ouallam, der Hauptstadt des gleichnamigen Departements Ouallam, das zur Region Tillabéri gehört. Zu den Siedlungen in der näheren Umgebung von Bangou Tawey zählen Hainkakandé im Nordwesten, Dabré im Nordosten, Banné Béri im Südosten sowie Gorou und Kabéfo im Südwesten.
Bangou Tawey liegt im Dünengebiet im Westen Nigers. Es herrscht das Klima der Sahelzone vor, mit einer durchschnittlichen jährlichen Niederschlagsmenge zwischen 300 und 400 mm.

## Geschichte
Bei einem Projekt zur Rückgewinnung der von Bodendegradation betroffenen Weideflächen wurden bei Bangou Tawey im Sommer 2019 fünf Hektar Land bearbeitet.

## Bevölkerung
Bei der Volkszählung 2012 hatte Bangou Tawey 1020 Einwohner, die in 67 Haushalten lebten. Bei der Volkszählung 2001 betrug die Einwohnerzahl 676 in 72 Haushalten und bei der Volkszählung 1988 belief sich die Einwohnerzahl auf 1603 in 155 Haushalten.

## Wirtschaft und Infrastruktur
Mit einem Centre de Santé Intégré (CSI) ist ein Gesundheitszentrum im Ort vorhanden.